# Stenopogon truquii
Stenopogon truquii är en tvåvingeart som först beskrevs av Luigi Bellardi 1861.  Stenopogon truquii ingår i släktet Stenopogon och familjen rovflugor. Inga underarter finns listade i Catalogue of Life.